# Данст, Кирстен
Ки́рстен Кэ́ролайн Данст (англ. Kirsten Caroline Dunst, род. 30 апреля 1982, Пойнт-Плезант, Нью-Джерси, США) — американская актриса кино, телевидения и озвучивания, кинорежиссёр, сценаристка, продюсер, модель и певица. Стала известна широкой публике в двенадцать лет, сыграв роль Клодии в фильме «Интервью с вампиром» в 1994 году, за которую получила премию «Сатурн», а также была номинирована на премию «Золотой глобус» в категории «Лучшая женская роль второго плана — кинофильм». Большую известность Данст приобрела после исполнения роли Мэри Джейн Уотсон в трилогии о Человеке-пауке.
Известность ей также принесли роли в таких фильмах, как «Джуманджи» (1995), «Девственницы-самоубийцы» (1999), «Вирус любви» (2001), «Уимблдон» (2004), «Вечное сияние чистого разума» (2004), «Элизабеттаун» (2005), «Мария-Антуанетта» (2006), «Как потерять друзей и заставить всех тебя ненавидеть» (2008), «Меланхолия» (2011) и других.
В 2001 году дебютировала как певица в фильме «Вирус любви», исполнив две композиции. В этом же году она исполнила джазовую песню «After You've Gone» в фильме «Смерть в Голливуде» (2001).
В 2011 году выиграла Приз за лучшую женскую роль на Каннском фестивале и премию «Сатурн» как «Лучшая киноактриса» за роль в фильме Ларса фон Триера «Меланхолия» (2011).
За исполнение роли Пегги Блумквист в телесериале «Фарго» (2015) была награждена премией «Выбор телевизионных критиков», а также впервые номинирована на премию «Эмми» и второй раз на «Золотой глобус». В 2016 году состоялась премьера драмы «Скрытые фигуры», за участие в которой Данст выиграла премию Гильдии киноактёров США. В 2020 году актриса получила третью в своей карьере номинацию на «Золотой глобус» за роль Кристал Стаббс в сериале канала Showtime «Как стать богом в центральной Флориде» (2019).
В 2021 году Кирстен сыграла в фильме Джейн Кэмпион «Власть пса». Роль Роуз Гордон принесла ей хвалебные отзывы критиков, а также номинации на премии «Оскар», «Золотой глобус» и премию Гильдии киноактёров США.
В 2019 году Кирстен Данст была удостоена именной звезды на Голливудской «Аллее славы».

## Ранние годы и образование
Родилась 30 апреля 1982 года в Пойнт-Плезанте, Нью-Джерси, в семье Инез Кэролин Руппрехт и Клауса Германа Данста. У неё есть младший брат Кристиан Эдвард, родившийся в 1986 году. Отец актрисы работал в медицинской компании, а мать поначалу была стюардессой в авиакомпании «Lufthansa», а затем стала художницей и владелицей собственной художественной галереи. Клаус Герман Данст по происхождению немец из Гамбурга (его фамилия Данст — это английская транскрипция немецкого «Дунст»), Инез Кэролин Руппрехт — из Нью-Джерси и имеет шведские и немецкие корни. В 2011 году Данст получила немецкое гражданство. Свободно владеет немецким языком.
До 11 лет Кирстен жила в Брик-Тауншип, Нью-Джерси, где посещала школу Рэнней (англ. Ranney School). В 1993 году её родители разошлись, и Кирстен вместе с матерью и младшим братом переехала в Лос-Анджелес, где она стала посещать школу «Лорел-Холл» в Северном Голливуде, а затем — частную католическую Старшую Школу «Нотр-Дам» в Лос-Анджелесе. В 1995 году Инез подала на развод.
После окончания школы в 2000 году Данст продолжила свою карьеру актрисы. В подростковом возрасте на неё обрушилась большая слава, но не обошлось без связанных с этим трудностей. Кирстен в тот период обвиняла свою мать в том, что та использовала её детство для кинокарьеры. Однако позднее она высказалась, что у её матери всегда были только лучшие намерения. И когда Кирстен спросили, сожалеет ли она о том, как она провела своё детство, она ответила: «Ну, это не единственный способ расти, но я так выросла, и я не хотела бы изменить это. Теперь у меня есть опыт для успешной карьеры… Я не думаю, что любой, кто сидит без дела, скажет: „Моя жизнь хуже, чем твоя“. У каждого свои проблемы».

## Карьера

### 1988—1993: Ранние работы
Данст начала свою карьеру в возрасте трёх лет как модель в телерекламе. Она подписала контракт с «Ford Models» и «Elite Model Management».
Когда Кирстен было 6 лет, состоялся её дебют в кино — маленькая роль в короткометражном фильме режиссёра Вуди Аллена, которая была выпущена как 1/3 часть фильма «Нью-Йоркские истории» в 1989 году. Вскоре после этого Кирстен сыграла роль дочери персонажа Тома Хэнкса в фильме «Костер тщеславия» в 1990 году. В 1993 году Данст играет роль Хедрил в сериале «Звездный путь. Следующее поколение».

### 1994—2001: Большой успех
Большим достижением Данст стала роль в фильме «Интервью с вампиром» (1994), основанном на романе Энн Райс, в котором она сыграла роль вампира-ребёнка Клодии, приёмной дочери Лестата и Луи, которых сыграли Том Круз и Брэд Питт. Фильм получил неоднозначные отзывы, но критики хвалили работу Данст. Роджер Эберт, прокомментировал, что воплощение Данст образа вампира-ребёнка было одним из самых жутких аспектов фильма и говорило о её способности передать впечатления взрослой женщины в образе маленькой девочки. В фильме была сцена её первого экранного поцелуя с Брэдом Питтом, который старше её на 18 лет. В интервью для журнала Interview она призналась, что во время съёмок сцены с поцелуем ей было неудобно: «Я думала, что это будет грубо, и что заражусь от Брэда кутисом — это своего рода инфекционное заболевание, передаваемое через телесный контакт от взрослого к ребёнку — ведь мне тогда было 10 лет». За свою роль Данст получила премию MTV Movie Awards («Прорыв года»), премию «Сатурн» (Лучший молодой актёр / актриса) и была номинирована на премию «Золотой глобус», за «Лучшую женскую роль второго плана в кинофильме».

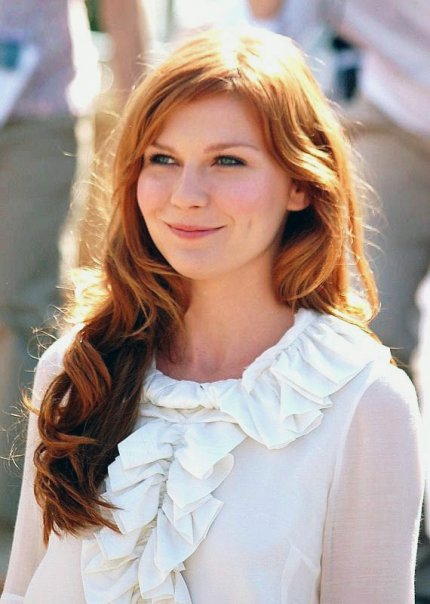
Кирстен Данст на 59-м Каннском кинофестивале, премьера фильма «Мария-Антуанетта» (2006)

Позже в том же году Данст снялась в драме «Маленькие женщины», в которой также снимались Вайнона Райдер и Клэр Дэйнс. Фильм получил хорошие отзывы критиков. Критик из «New York Times» Джанет Маслин писала, что фильм является самой лучшей экранизацией романа, она также отметила хорошую актёрскую игру Данст: «Прекрасный заряд от Джо переходит Кирстен Данст в сцене кражи Эми, чьё тщеславие и озорство придало больший смысл 11-летней лисице, чем взрослой Джоан Беннетт в 1933 году. Мисс Данст так же пугающе эффектна в роли маленького кровососа в фильме „Интервью с вампиром“, она маленький вампир с большим будущим».
В 1995 году она появилась в семейном фильме «Джуманджи», который сняли по одноимённой книге 1981 года Криса ван Оллсбурга. Это история — о сверхъестественной и зловещей настольной игре, из которой появляются разные животные и другие опасности джунглей каждый раз, когда игрок бросает кости. Вместе с Данст в этом фильме снимались Робин Уильямс, Бонни Хант и Дэвид Алан Грир. В мировом прокате фильм собрал 262 миллиона долларов. В 2002 году Данст попала в список «50 самых красивых людей» по версии журнала «People».
В 1996 году Данст вернулась к своей роли в сериале канала NBC «Скорая помощь» — она играла роль малолетней проститутки Чарли Чиминго, которую взял под свою опеку врач Даг Росс, роль которого исполнил Джордж Клуни. В 1997 году она вместе с Мег Райан и Джоном Кьюсаком озвучила одного из персонажей музыкального мультфильма «Анастасия», озвучив Анастасию в детстве. В этом же году она появляется в небольшой роли политической сатиры «Плутовство», где главные роли сыграли Роберт Де Ниро и Дастин Хоффман. В следующем году она озвучила персонажа по имени Кики в аниме Хаяо Миядзаки «Ведьмина служба доставки» (1998) про 13-летнюю ведьму-ученицу, которая покинула свою деревню, чтобы пожить самостоятельной жизнью.
Данст предлагали роль Анджелы в фильме 1999 года «Красота по-американски», в котором одну из главных ролей играл Кевин Спейси, но она отказалась от этой роли, потому что не хотела сниматься обнажённой в эротических сценах и в сценах с поцелуем. Позже она объяснила своё решение: «Когда я читала сценарий, мне было 15 лет, и я не была достаточно зрелой, чтобы понять сценарий».
В том же году она появилась в комедии «Подруги президента» (1999) вместе с Мишель Уильямс. Фильм — пародия, пересказывающая события Уотергейтского скандала, который привёл к отставке президента США Ричарда Никсона. В 1998 году она снялась в независимом фильме Софии Копполы «Девственницы-самоубийцы» (1999), в котором сыграла роль проблемного подростка Люкс Лисбон. Фильм был показан на 43-м «Международном кинофестивале в Сан-Франциско» в 2000 году и получил благоприятные отзывы. Критик Питер Старк в газете «San Francisco Chronicle» писал, что: «В своём образе Данст красиво сочетает невинность и шалость».
В 2000 году она сыграла роль Торренс Шипман, капитана команды чирлидеров в фильме «Добейся успеха». Фильм удостоился положительных отзывов критиков, которые также похвалили её игру. В своём отзыве А. О. Скотт назвал её «Потрясающей комедийной актрисой, которая, в силу своего выразительного диапазона и ловкости, может изобразить беспокойство, агрессию и искреннюю боль».
Чарльз Тейлор, блогер сайта «Salon», отметил, что «среди временных актрис-подростков Данст стала самой яркой комедийной актрисой», даже притом, что он считал, что этот фильм не смог дать ей столь же хорошую роль, которую она играла в фильме «Подруги президента» или «Девственницы-самоубийцы». Джессика Винтер в газете «The Village Voice» хвалила Данст, заявив, что её работа была столь же энергична и сознательно безумна, как её персонаж в фильме «Подруги президента», и заявила, что Данст обеспечивает единственный важный элемент «Добейся успеха» — то, что играла эту роль как пародию, а не как пронзительную наглость. Питер Старк из «San Francisco Chronicle», несмотря на свой неблагоприятный отзыв о фильме, высоко оценил желание Данст «быть глупой и ненадоедливо приятной, как это требовалось для роли».
В следующем году Данст получила главную роль в молодёжной комедии «Вирус любви» (2001). Позже она объяснила, что единственной причиной, по которой она согласилась на эту роль, было то, что там ей дали возможность петь. В этом же году она сыграла покойную американскую актрису Мэрион Дэвис в фильме «Смерть в Голливуде» (2001) режиссёра Питера Богдановича. Дерек Элли в Variety описал фильм как «весёлый и напряжённый», сказав также, что это была лучшая работа Данст до настоящего времени: «Она является одинаково правдоподобной в роли избалованной жены и любовницы двух разных мужчин. Данст наделяет свою героиню, легкомысленную героиню, значительной глубиной и симпатией». В журнале «Esquire» Том Карсон назвал её работу «потрясающей». За эту роль она получила премию «Silver Ombu» в номинации «Лучшая актриса» в марте 2002 года на Кинофестивале в Мар-дель-Плата.

### 2002—2009: Человек-паук и после

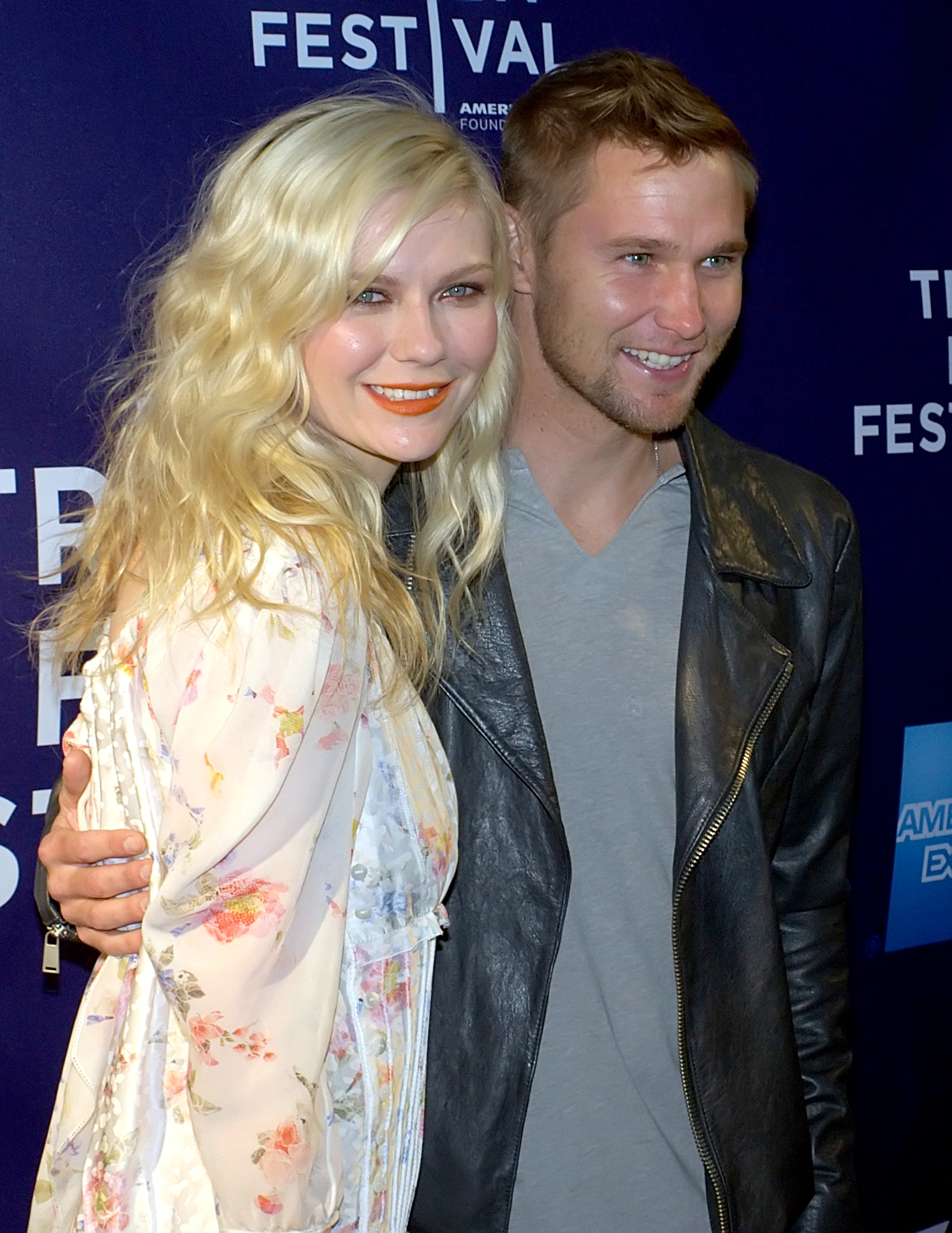
Кирстен Данст и Брайан Герати на премьере короткометражного фильма «Ублюдок» в 2012 году

В 2002 году Данст появилась в супергеройском фильме «Человек-паук», самый успешный фильм в её карьере до настоящего времени, она сыграла роль Мэри Джейн Уотсон, лучшего друга и возлюбленную главного героя, роль которого исполнил Тоби Магуайр. Режиссёром фильма стал Сэм Рейми. Оуэн Глейберман в «Entertainment Weekly» оценил способности Данст «передать даже малейшею линию щекотливой музыки». В «Los Angeles Times» критик Кеннет Тарен сделал вывод, что: «Данст и Магуайр на экране изобразили реальную любовь между ними и что именно их отношения привлекли зрителей».
«Человек-паук» коммерчески стал очень успешен, в прокате он собрал 114 млн долларов, во время первого уикенда в Северной Америке, и 822 млн долларов во всём мире. После успеха «Человека-паука» Данст снялась в независимой драме «Раскаяние» (2003), где она сыграла второстепенную роль. В том же году она снялась в звёздном фильме «Улыбка Моны Лизы», где так же снимались Джулия Робертс, Мэгги Джилленхол и Джулия Стайлз. Фильм в основном получил отрицательные отзывы. Манола Даргис в «Los Angeles Times» описывает фильм как «самонадеянный и простой». Затем Данст появляется в фильме «Вечное сияние чистого разума» (2004), вместе с Джимом Керри, Кейт Уинслет, Томом Уилкинсоном, Марком Руффало и Элайждей Вудом. Этот фильм получил положительные отзывы и собрал в прокате 72 миллиона долларов по всему миру.
Успех первого «Человека-паука» заставил Данст вновь вернуться к своей роли в 2004 году в фильме «Человек-паук 2». Фильм получил хорошие отзывы критиков и оказался финансово успешен, собрав в прокате 783 миллиона долларов, установив тем самым рекорд и став вторым самым кассовым фильмом в 2004 году.
В том же году она сыграла восходящую звезду тенниса на чемпионате Уимблдон, вместе с Полом Беттани, который играл звезду тенниса на закате своей карьеры в романтической комедии в «Уимблдон». Отзывы критиков были разнообразными, но многие наслаждались игрой Данст. Клаудия Пайг в газете «USA Today» написала, что между Данст и Беттани было хорошее взаимопонимание, а также, что Данст хорошо справилась со своей ролью дерзкой и самоуверенной теннисистки.
В 2005 году она появилась в роли стюардессы Клэр Колбурн вместе с Орландо Блумом, в фильме «Элизабеттаун», режиссёра и сценариста Кэмерона Кроу. Премьера этого фильма состоялась в 2005 году на кинофестивале в Торонто. Данст сказала, что ей очень понравилось работать с Кроу, и что он более требовательный, чем она ожидала. Фильм получил разнообразные отзывы, «Chicago Tribune» описала героиню Данст как «скучную», это было кассовое разочарование.
Следующей ролью Данст была роль в биографическом фильме о королеве Франции «Мария-Антуанетта» (2005). Этот фильм является экранизацией книги Антонии Фрейзер «Мария-Антуанетта: Путешествие». Фильм стал вторым для творческого дуэта актрисы Кирстен Данст и режиссёра Софии Копполы. Премьера фильма состоялась на Каннском кинофестивале в 2006 году. Международные доходы фильма составили 45 млн долларов, из 60 млн в целом.
В 2007 году она снова сыграла роль Мэри Джейн Уотсон в фильме «Человек-Паук 3». В отличие от предыдущих фильмов, которые получили одобрительные отзывы, третья часть фильма была неоднозначно воспринята критиками. Тем не менее, фильм собрал в прокате 891 млн долларов, он стал наиболее коммерчески успешной частью всей трилогии и самым кассовым фильмом Данст до 2008 года. Изначально Кирстен подписала контракт на три части «Человека-паука», она сказала, что согласна и четвёртую часть, но только если Рэйми и Магуайр тоже будут участвовать в этом проекте. В январе 2012 года было объявлено, что франшиза будет перезапущена, поэтому Данст, Магуайр и Рэйми в проекте участвовать не будут.
В 2008 году Данст снялась вместе с Саймоном Пеггом в фильме «Как потерять друзей и заставить всех тебя ненавидеть», основанный на одноимённой биографии бывшего редактора «Vanity Fair». После того как Кирстен подписала контракт, она призналась, что присоединилась к проекту потому, что в фильме должен был сниматься Пегг.

### 2010—2019: «Меланхолия», «Фарго» и другие проекты

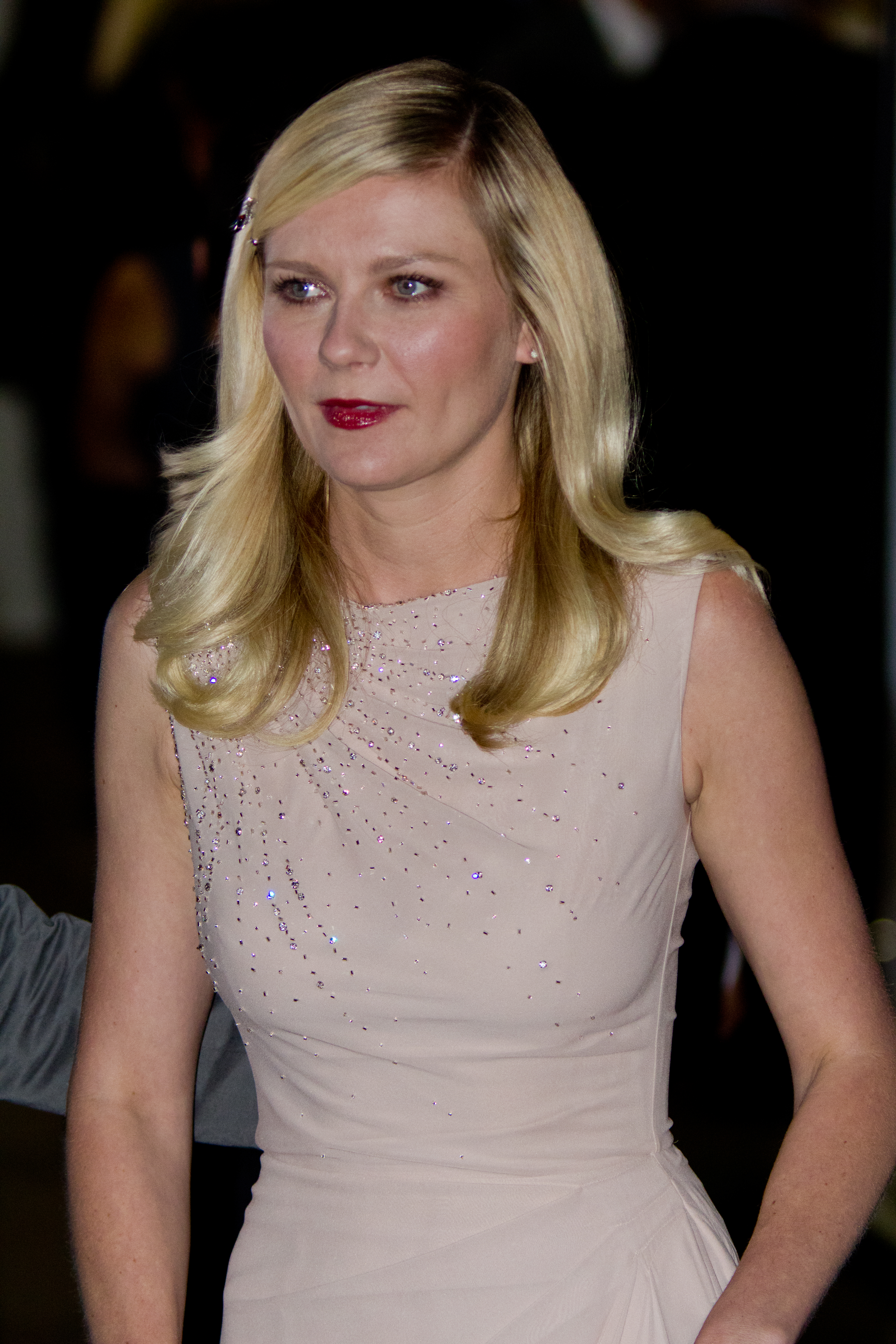
Кирстен Данст на Международном кинофестивале в Торонто, премьера фильма «На дороге» (2012)

С 2010 году Данст стала работать в направлении короткометражных фильмов, фильм «Ублюдок», премьера которого состоялась в 2012 году на кинофестивале «Трайбека», а позже был показан на «Каннском кинофестивале». Её следующей ролью стала главная роль в романтический драме «Всё самое лучшее», где также снимался актёр Райан Гослинг. Данст играла без вести пропавшую жену психически нездорового парня, являвшегося сыном одного из богатейших в то время владельцев недвижимости в Нью-Йорке. Фильм получил хорошие отзывы, однако провалился в прокате, собрав 644 535 долларов.
В 2011 году Данст снялась в фантастическом фильме «Меланхолия» в роли молодой женщины, предчувствующей конец света. Премьера фильма, в котором также снялись такие звёзды, как Шарлотта Генсбург, Кифер Сазерленд и Шарлотта Рэмплинг, состоялась на Каннском кинофестивале в 2011 году. Фильм получил положительные отзывы критиков, которые также похвалили работу Данст. Стивен Леб из «Southampton Patch» написал: «Этот фильм принёс лучшее Ларсу фон Тиеру и его звёздам. Данст так хорошо в этом фильме сыграла свою роль, в отличие от других она никогда не старается… Даже если фильм и не является невероятным произведением искусства, этого Данст было достаточно, чтобы рекомендовать его». Сухдев Сэндху писал из Канн в «The Daily Telegraph»: «Данст исключительна и настолько убедительна в главной роли, сразу чувствуется, что это её карьерный прорыв». Данст выиграла несколько премий за свою работу, включая «Лучшая актриса» в Каннах и «Лучшая актриса» в США в «Национальном обществе кинокритиков».
Данст подписала контракт на съёмки фильма «Сладкая помощь», в котором она сыграет роль Марлы Ружички, американской активистки, которая была убита террористом-смертником в Багдаде. Она также выразила интерес к роли Дебби Хари, фронтвомен группы «Blondie» в биографическом фильме Мишеля Гондри об этой группе. В 2012 году Данст появилась в фантастическо-романтическом фильме Хуана Диего Соланса «Параллельные миры», в котором сыграла одну из главных ролей вместе с Джимом Стерджессом. Также Данст снялась в короткометражном фильме «Повторное нападение на булочную» с Брайаном Герати.
Данст также присоединилась к Кристен Стюарт, Сэму Райли и Гаррету Хедлунду в фильме «На дороге» (2012). Она снялась в эпизодической роли в короткометражном фильме «Борись за свои права» (англ. Fight for Your Right Revisited), премьера которого состоялась в 2011 году на кинофестивале «Сандэнс». В сентябре 2011 года Данст закончила сниматься в независимой комедии «Холостячки» продюсеров Уилла Феррела и Адама Маккей. Так же сообщается, что она присоединилась к Клайву Оуэну и Орландо Блуму в международном триллере под названием «Города». Также Данст будет играть главную роль вместе с Марком Руффало и Билли Крудапом в драме «Свет красных фонарей», съёмки которого начались в январе 2013 года.
В 2015 году Кирстен снялась во втором сезоне сериала «Фарго», за которую в 2016 году была номинирована на премии «Эмми» и «Золотой глобус», в номинации «Лучшая женская роль в мини-сериале или телефильме». В 2016 году Кирстен снялась в фильме «Специальный полуночный выпуск». В мае 2016 года Кирстен Данст была членом основного конкурсного жюри на 69-м Каннском кинофестивале.
В 2017 году актриса снялась в ремейке фильма режиссёра Дона Сигела с участием Клинта Иствуда «Обманутый». Среди приглашённых звёзд фильма — Колин Фаррелл, Уна Лоуренс и Эль Фэннинг. Режиссёр фильма — София Коппола. Раненный солдат-северянин оказывается во время Гражданской войны в США в школе-интернате для девочек в расположении противника. Его спасают девочки-конфедератки. Воспитанницы школы заботятся о больном, но постепенно попадают под его очарование и вступают в борьбу за него, что приводит к трагическим последствиям. В мае 2016 года было объявлено о предстоящем режиссёрском дебюте Кирстен Данст в фильме «Стеклянный колпак» (2018), главную роль в котором сыграет Дакота Фэннинг. В августе 2019 года Данст заявила, что она больше не участвует в проекте.
Потом актриса исполнила роль Кристал Стаббс в чёрной комедии канала Showtime «Как стать богом в центральной Флориде». Съёмки начались в октябре 2018 года, а премьера сериала состоялась в августе 2019 года. Игра Кирстен получила высокие оценки критиков, а также была отмечена номинациями на премии «Золотой глобус» и «Выбор телевизионных критиков» в категории «Лучшая женская роль в телевизионном сериале — комедия или мюзикл».

### С 2021: «Власть пса»
В 2021 году Кирстен Данст сыграла главную женскую роль в драме-вестерне режиссёра Джейн Кэмпион «Власть пса». Фильм сперва был выпущен в ограниченном прокате, а также на Netflix. Действие картины разворачивается в Монтане в 1925 году. Персонаж актрисы — Роуз Гордон, вдова и мать-одиночка, выходит замуж за Джорджа (Джесси Племонс), который вместе с братом успешно содержит ранчо. Брату Джорджа, Филу (Бенедикт Камбербэтч) приходится не по душе их союз, поэтому он начинает оказывать на неё психологическое давление, что приводит к развитию у Роуз депрессии, справиться с которой ей помогает чрезмерное употребление алкоголя. Фильм получил высочайшие оценки критиков. «IndieWire», «The Guardian», «Time» назвали его лучшим фильмом года. Работа актрисы также удостоилась высоких оценок кинопрессы. Издание «IndieWire» включило роль Роуз в список 27-ми лучших актёрских кино- и телеработ 2021 года. Участие в фильме принесло Кирстен первую в многолетней карьере номинацию на премию «Оскар», а также номинации на кинопремии «Золотой глобус», «Выбор критиков» и премию Гильдии киноактёров США в категории «Лучшая женская роль второго плана». Журналист издания «The Hollywood Reporter» Дэвид Руни своё мнение о её актёрской игре высказал так:
Данст делает Роуз хрупкой, как тонкий фарфор, придерживаясь кодексов женственности, запечатленных в той эпохе; её затяжные алкоголизм и паранойя весьма сокрушительны, как и её ощутимый страх перед каждым взаимодействием с Филом.
— Дэвид Руни, 

## Музыка
Певческий дебют Данст состоялся в 2001 году, когда она исполнила две песни для фильма «Вирус любви» написанных Марком Шейманом. Так же она записала песню для съёмок фильма «Смерть в Голливуде», она исполнила джазовую композицию «Когда ты уйдёшь» авторов Генри Кремера и Тёрнера Лейтона. В фильме «Человек-Паук 3» она поёт две песни от лица своей героини Мэри Джейн Уотсон: одну в бродвейском мюзикле, другую как официантка в джазовом клубе. Позже Данст сказала, что она записала эти песни ранее, а на съёмках пела под фонограмму.
В 1998 году снялась в клипе «Inner Silence» группы Anathema, где продемонстрировала незаурядное актёрское мастерство.
Данст появилась в клипе «I Knew I Loved You» группы Savage Garden и «We All Go Back to Where We Belong» — R.E.M.. Она так же исполнила две песни «This Old Machine» и «Summer Day» для сольного альбома Джейсона Шварцмана Nighttiming, который вышел в 2007 году. В интервью для журнала The Advertiser Данст сообщила, что не планирует идти по стопам других актёров и записывать свой сольный альбом, сказав: «Определённо нет, ни в коем случае. Это было нормальным, когда это делала Барбра Стрейзанд, но сейчас это выглядит немного дряхло. Мне кажется, что будет лучше, когда певцы будут петь в кино».
Данст также спела песню волшебницы Маджокко «Turning Japanese» в короткометражном фильме Такаси Мураками и Макджи «Akihabara Majokko Princess». Картину показывали на выставке «Популярная жизнь» в лондонском музее «Тейт Модерн».

## Другая деятельность
Политика

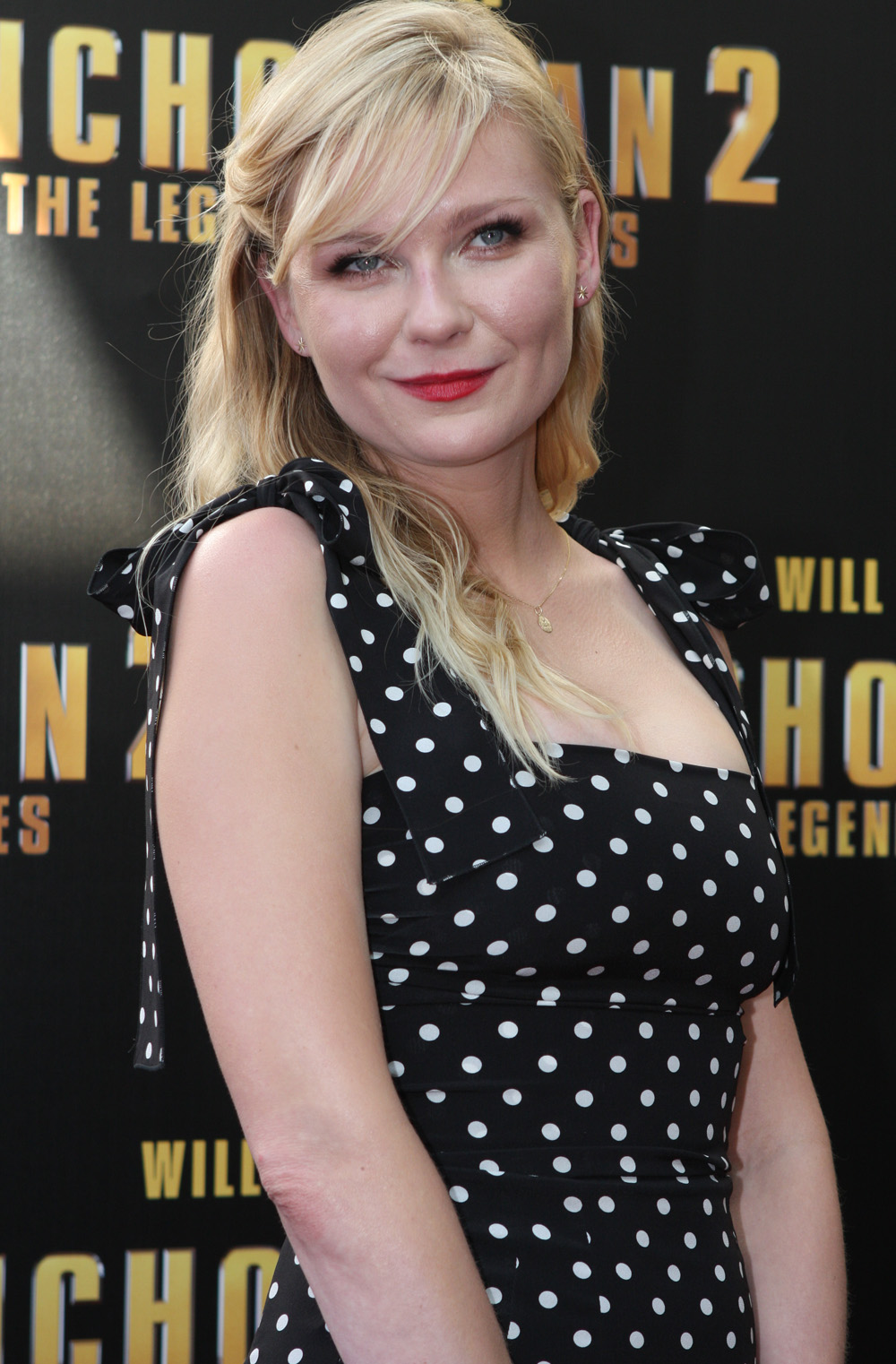
Кирстен Данст на премьере фильма «Телеведущий 2: И снова здравствуйте», 24 ноября 2013 года

На выборах президента США 2004 года Данст поддерживала кандидата от Демократической партии Джона Керри. Четыре года спустя, на выборах 2008 года, — демократа Барака Обаму. Данст сказала, что она поддерживала Обаму с самого начала его президентской кампании. В поддержку этого она направила документальный фильм «Почему во вторник», объясняя традицию Соединённых Штатов голосовать по вторникам. Она также пояснила, что вторник — «не праздник, и Соединённые Штаты, одна из самых демократических стран должна явиться на голосование 4 ноября». Она знала, как важно «повлиять на людей положительным образом».
Благотворительность
Её благотворительная деятельность включает в себя фонд Элизабет Глейзер против детского СПИДа, в котором она помогла разработать и продвинуть специальное ожерелье, средства от продажи которого пошли в этот фонд. Она также помогает бороться с раком груди, в сентябре 2008 года, она приняла участие телемарафоне «Противостоим раку», чтобы помочь собрать средства, чтобы ускорить процесс исследования этой болезни. 5 декабря 2009 года она приняла участие в «Teletón» в Мексике, чтобы помочь собрать средства для лечения рака и на реабилитацию для детей.

## Личная жизнь
Данст лечилась от депрессии в начале 2008 года в центре «Cirque Lodge» в штате Юта. Она объяснила, что чувствовала себя очень подавленной за шесть месяцев до того, как легла в клинику. В конце марта она выписалась из центра и приступила к съёмкам фильма «Всё самое лучшее». В мае того же года она открыто рассказала о лечении прессе, чтобы рассеять слухи, связанные с тем, что она лечилась от наркотической и алкогольной зависимости: «Сейчас, когда я чувствую себя намного сильнее, я готова говорить об этом. Депрессия — это очень серьёзное заболевание, о котором нельзя распускать слухи».
С 2011 года Данст имеет двойное гражданство: США и Германии.

### Отношения
С 2002 по 2004 год Данст встречалась с актёром Джейком Джилленхолом.
В 2007 году у неё был роман с Джонни Борреллом, участником группы Razorlight.
С 2012 по 2016 год Данст встречалась с актёром Гарретом Хедлундом, коллегой по фильму «На дороге».
В 2016 году она начала встречаться с актёром Джесси Племонсом, партнёром по сериалу «Фарго». В январе 2017 года стало известно, что пара обручилась. У них есть два сына — Эннис Говард Племонс (род. 3 мая 2018) и Джеймс Роберт Племонс (род. май 2021). В 2022 году они поженились.

## Фильмография

### Актёрские работы
| Год       |     | Русское название                                     | Оригинальное название                              | Роль                     |
| --------- | --- | ---------------------------------------------------- | -------------------------------------------------- | ------------------------ |
| 1989      | ф   | Нью-йоркские истории                                 | New York Stories                                   | дочь Лизы                |
| 1990      | ф   | Костёр тщеславия                                     | The Bonfire of the Vanities                        | Кэмпбелл Маккой          |
| 1991      | ф   | Нервы на пределе                                     | High Strung                                        | вымышленная дочь Тэйна   |
| 1993      | тф  | Темнота перед рассветом                              | Darkness Before Dawn                               | Сандра в 8 лет           |
| 1993      | с   | Сёстры                                               | Sisters                                            | Киттен Марголис          |
| 1993      | с   | Звёздный путь: Следующее поколение                   | Star Trek: The Next Generation                     | Хедрил                   |
| 1994      | ф   | Жадность                                             | Greedy                                             | Джолин                   |
| 1994      | ф   | Интервью с вампиром                                  | Interview with the Vampire: The Vampire Chronicles | Клодия                   |
| 1994      | ф   | Маленькие женщины                                    | Little Women                                       | Эмми Марч в детстве      |
| 1995      | ф   | Джуманджи                                            | Jumanji                                            | Джуди Шепард             |
| 1996      | ф   | Мать-ночь                                            | Mother Night                                       | Рези Нот в юности        |
| 1996      | тф  | Руби Ридж: Американская трагедия                     | The Siege at Ruby Ridge                            | Сара Уивер               |
| 1996      | с   | Прикосновение ангела                                 | Touched by an Angel                                | Эми Энн Маккой           |
| 1996—1997 | с   | Скорая помощь                                        | ER                                                 | Чарли Чиминго            |
| 1997      | с   | За гранью возможного                                 | The Outer Limits                                   | Джойс Тейлор             |
| 1997      | с   | Выстрел                                              | Gun                                                | Сондра                   |
| 1997      | тф  | Башня ужаса                                          | Tower of Terror                                    | Анна Петерсон            |
| 1997      | мф  | Анастасия                                            | Anastasia                                          | Анастасия в детстве      |
| 1997      | ф   | Плутовство                                           | Wag the Dog                                        | Трейси Лейм              |
| 1998      | мф  | Ведьмина служба доставки                             | Majo no takkyûbin                                  | Кики                     |
| 1998      | ф   | Солдатики                                            | Small Soldiers                                     | Кристи Фимпл             |
| 1998      | мф  | Снежная королева                                     | The snow Queen                                     | Герда                    |
| 1998      | ф   | Заговор проказниц                                    | Strike!                                            | Верена фон Штефан        |
| 1998      | мф  | Приключения Тома Сойера                              | The Animated Adventures of Tom Sawyer              | Бэкки Тетчер             |
| 1998      | мс  | Истории из моего детства                             | Stories from My Childhood                          | Алиса / Иветт            |
| 1998      | тф  | Пятнадцатилетняя и беременная                        | Fifteen and Pregnant                               | Тина                     |
| 1999      | ф   | Верное сердце                                        | True Heart                                         | Бонни                    |
| 1999      | ф   | Убийственные красотки                                | Drop Dead Gorgeous                                 | Эмбер Аткинс             |
| 1999      | ф   | Девственницы-самоубийцы                              | The Virgin Suicides                                | Люкс Лисбон              |
| 1999      | ф   | Подруги президента                                   | Dick                                               | Бетси Джобс              |
| 1999      | тф  | Дьявольская арифметика                               | The Devil’s Arithmetic                             | Ханна Стерн              |
| 2000      | ф   | Ворон 3: Спасение                                    | The Crow: Salvation                                | Эрин Рендалл             |
| 2000      | ф   | Город удачи                                          | Luckytown                                          | Лидда Дойл               |
| 2000      | ф   | Добейся успеха                                       | Bring It On                                        | Торренс Шипман           |
| 2000      | ф   | В глубине                                            | Deeply                                             | Силли                    |
| 2001      | ф   | Вирус любви                                          | Get Over It                                        | Келли Вудс               |
| 2001      | ф   | Безумная и прекрасная                                | Crazy/Beautiful                                    | Николь Окли              |
| 2001      | ф   | Смерть в Голливуде                                   | The Cat’s Meow                                     | Мэрион Дэвис             |
| 2001      | ф   | Первая любовь                                        | Lover’s Prayer                                     | Зинаида                  |
| 2002      | ф   | Человек-паук                                         | Spider-Man                                         | Мэри Джейн Уотсон        |
| 2003      | ф   | Раскаяние                                            | Levity                                             | София Меллингер          |
| 2003      | мф  | Каена: Пророчество                                   | Kaena: La prophétie                                | Каена                    |
| 2003      | ф   | Улыбка Моны Лизы                                     | Mona Lisa Smile                                    | Бэтти Уорен              |
| 2004      | ф   | Вечное сияние чистого разума                         | Eternal Sunshine of the Spotless Mind              | Мэри                     |
| 2004      | ф   | Человек-паук 2                                       | Spider-Man 2                                       | Мэри Джейн Уотсон        |
| 2004      | ф   | Уимблдон                                             | Wimbledon                                          | Лиззи Брэдбери           |
| 2005      | ф   | Элизабеттаун                                         | Elizabethtown                                      | Клэр Колберн             |
| 2006      | ф   | Мария-Антуанетта                                     | Marie Antoinette                                   | Мария-Антуанетта         |
| 2007      | ф   | Человек-паук 3: Враг в отражении                     | Spider-Man 3                                       | Мэри Джейн Уотсон        |
| 2008      | ф   | Как потерять друзей и заставить всех тебя ненавидеть | How to Lose Friends & Alienate People              | Элисон Олсен             |
| 2010      | ф   | Всё самое лучшее                                     | All Good Things                                    | Кэти Маркс               |
| 2010      | кор | Повторное нападение на булочную                      | The Second Bakery Attack                           | Нэт                      |
| 2011      | кор | Борьба за ваше право                                 | Fight for Your Right Revisited                     | Метал Чик                |
| 2011      | кор | Печать зла                                           | Touch of Evil                                      | роковая соблазнительница |
| 2011      | ф   | Меланхолия                                           | Melancholia                                        | Жюстин                   |
| 2012      | ф   | Холостячки                                           | Bachelorette                                       | Риган Кроуфорд           |
| 2012      | ф   | На дороге                                            | On the Road                                        | Камилла Мориарти         |
| 2012      | ф   | Параллельные миры                                    | Upside Down                                        | Иден Мур                 |
| 2013      | ф   | Элитное общество                                     | The Bing Ring                                      | камео                    |
| 2013      | ф   | Телеведущий 2: И снова здравствуйте                  | Anchorman: The Legend Continues                    | Меган                    |
| 2014      | ф   | Двуликий Янус                                        | The Two Faces of January                           | Колетт Макфарланд        |
| 2014      | кор | С придыханием                                        | Aspirational                                       | камео                    |
| 2014      | с   | Портландия                                           | Portlandia                                         | Ким                      |
| 2014      | док | Космос: пространство и время                         | Cosmos: A Spacetime Odyssey                        | Сесилия Пейн             |
| 2015      | с   | Фарго                                                | Fargo                                              | Пегги Блумквист          |
| 2016      | ф   | Специальный полуночный выпуск                        | Midnight Special                                   | Сара                     |
| 2016      | ф   | Скрытые фигуры                                       | Hidden Figures                                     | Виола Мартин             |
| 2017      | ф   | Роковое искушение                                    | The Beguiled                                       | Эдвина Морроу            |
| 2017      | ф   | Вудшок                                               | Woodshock                                          | Тереза                   |
| 2017      | с   | Чёрное зеркало                                       | Black Mirror                                       | камео                    |
| 2018      | с   | Пьяная история                                       | Drunk History                                      | Агата Кристи             |
| 2019      | с   | Как стать богом в центральной Флориде                | On Becoming a God in Central Florida               | Кристал Стаббс           |
| 2021      | ф   | Власть пса                                           | The Power of the Dog                               | Роуз Гордон              |
| 2024      | ф   | Падение империи                                      | Civil War                                          | Ли Смит                  |
| 2025      | ф   | Кровельщик                                           | Roofman                                            | Ли Уэйнскотт             |
|           | ф   | Система развлечений не работает                      | The Entertainment System is Down                   |                          |

### Режиссёрские работы
| Год  |     | Русское название | Оригинальное название | Роль                          |
| ---- | --- | ---------------- | --------------------- | ----------------------------- |
| 2007 | кор | Добро пожаловать | Welcome               | режиссёр, сценарист           |
| 2010 | кор | Ублюдок          | Bastard               | режиссёр, сценарист, продюсер |

## Награды и номинации
Полный список наград и номинаций на сайте IMDb.com.
| Награды и номинации                       | Награды и номинации | Награды и номинации                                              | Награды и номинации                   | Награды и номинации |
| Награда                                   | Год                 | Категория                                                        | Работа                                | Результат           |
| ----------------------------------------- | ------------------- | ---------------------------------------------------------------- | ------------------------------------- | ------------------- |
| Оскар                                     | 2022                | Лучшая женская роль второго плана                                | Власть пса                            | Номинация           |
| Золотой глобус                            | 1995                | Лучшая женская роль второго плана — кинофильм                    | Интервью с вампиром                   | Номинация           |
| Золотой глобус                            | 2016                | Лучшая женская роль в мини-сериале или телефильме                | Фарго                                 | Номинация           |
| Золотой глобус                            | 2020                | Лучшая женская роль в телевизионном сериале — комедия или мюзикл | Как стать богом в центральной Флориде | Номинация           |
| Золотой глобус                            | 2022                | Лучшая женская роль второго плана — кинофильм                    | Власть пса                            | Номинация           |
| Эмми                                      | 2016                | Лучшая женская роль в мини-сериале или фильме                    | Фарго                                 | Номинация           |
| Премия Гильдии киноактёров США            | 2017                | Лучший актёрский состав в игровом кино                           | Скрытые фигуры                        | Победа              |
| Премия Гильдии киноактёров США            | 2022                | Лучшая женская роль второго плана                                | Власть пса                            | Номинация           |
| Выбор критиков                            | 2017                | Лучший актёрский состав                                          | Скрытые фигуры                        | Номинация           |
| Выбор критиков                            | 2022                | Лучшая актриса второго плана                                     | Власть пса                            | Ожидается           |
| Выбор критиков                            | 2022                | Лучшая актёрский состав                                          | Власть пса                            | Ожидается           |
| Выбор телевизионных критиков              | 2016                | Лучшая женская роль в мини-сериале или телефильме                | Фарго                                 | Победа              |
| Выбор телевизионных критиков              | 2020                | Лучшая актриса в комедийном сериале                              | Как стать богом в центральной Флориде | Номинация           |
| Спутник                                   | 2016                | Лучшая женская роль в телевизионном сериале                      | Фарго                                 | Номинация           |
| Спутник                                   | 2017                | Лучший актёрский состав — Кинофильм                              | Скрытые фигуры                        | Победа              |
| Спутник                                   | 2022                | Лучший актёрский состав — Кинофильм                              | Власть пса                            | Победа              |
| Спутник                                   | 2022                | Лучшая женская роль второго плана                                | Власть пса                            | Победа              |
| Каннский кинофестиваль                    | 2011                | Приз за лучшую женскую роль                                      | Меланхолия                            | Победа              |
| AACTA Awards                              | 2012                | Лучшая женская роль                                              | Меланхолия                            | Номинация           |
| AACTA Awards                              | 2022                | Лучшая женская роль второго плана                                | Власть пса                            | Номинация           |
| Европейская киноакадемия                  | 2011                | Лучшая актриса                                                   | Меланхолия                            | Номинация           |
| Сатурн                                    | 1995                | Лучшая молодая актриса                                           | Интервью с вампиром                   | Победа              |
| Сатурн                                    | 1996                | Лучшая молодая актриса                                           | Джуманджи                             | Номинация           |
| Сатурн                                    | 2003                | Лучшая киноактриса                                               | Человек-паук                          | Номинация           |
| Сатурн                                    | 2012                | Лучшая киноактриса                                               | Меланхолия                            | Победа              |
| MTV Movie Awards                          | 1995                | Прорыв года                                                      | Интервью с вампиром                   | Победа              |
| MTV Movie Awards                          | 2003                | Лучший поцелуй                                                   | Человек-паук                          | Победа              |
| MTV Movie Awards                          | 2003                | Лучшая женская роль                                              | Человек-паук                          | Победа              |
| Teen Choice Awards                        | 1999                | Лучшая актриса                                                   | Заговор проказниц                     | Номинация           |
| Teen Choice Awards                        | 2000                | Лучшая актриса                                                   | Девственницы-самоубийцы               | Номинация           |
| Teen Choice Awards                        | 2001                | Лучшая актриса                                                   | Добейся успеха                        | Номинация           |
| Teen Choice Awards                        | 2001                | Лучшее сочетание актёров                                         | Вирус любви                           | Номинация           |
| Teen Choice Awards                        | 2002                | Лучшее сочетание актёров                                         | Человек-паук                          | Номинация           |
| Teen Choice Awards                        | 2002                | Лучшая драматическая актриса                                     | Человек-паук                          | Номинация           |
| Teen Choice Awards                        | 2003                | Лучший поцелуй                                                   | Человек-паук                          | Победа              |
| Teen Choice Awards                        | 2004                | Самый отвратительный тип                                         | Улыбка Моны Лизы                      | Номинация           |
| Teen Choice Awards                        | 2007                | Актриса экшена                                                   | Человек-паук 3: Враг в отражении      | Номинация           |
| Young Star Award                          | 2000                | Лучшая молодая актриса                                           | Девственницы-самоубийцы               | Номинация           |
| Империя                                   | 2003                | Лучшая женская роль                                              | Человек-паук                          | Победа              |
| Империя                                   | 2004                | Лучшая женская роль                                              | Человек-паук 2                        | Номинация           |
| Silver Ombu                               | 2002                | Лучшая актриса                                                   | Смерть в Голливуде                    | Победа              |
| Kids’ Choice Awards                       | 2003                | Любимая киноактриса                                              | Улыбка Моны Лизы                      | Номинация           |
| Kids’ Choice Awards                       | 2008                | Любимая киноактриса                                              | Человек-паук 3: Враг в отражении      | Номинация           |
| People’s Choice Awards                    | 2004                | Любимая актриса на экране                                        | Человек-паук 2                        | Номинация           |
| People’s Choice Awards                    | 2007                | Любимая актриса в главной роли                                   | Человек-паук 3: Враг в отражении      | Номинация           |
| People’s Choice Awards                    | 2007                | Любимая актриса на экране                                        | Человек-паук 3: Враг в отражении      | Номинация           |
| Альянс женщин-киножурналистов             | 2011                | Лучшая актриса                                                   | Меланхолия                            | Победа              |
| Альянс женщин-киножурналистов             | 2022                | Лучшая актриса второго плана                                     | Власть пса                            | Победа              |
| Ассоциация кинокритиков Вашингтона        | 2004                | Лучший актёрский состав                                          | Вечное сияние чистого разума          | Победа              |
| Ассоциация кинокритиков Вашингтона        | 2021                | Лучшая женская роль второго плана                                | Власть пса                            | Номинация           |
| Ассоциация кинокритиков Вашингтона        | 2021                | Лучший актёрский состав                                          | Власть пса                            | Номинация           |
| Ассоциация кинокритиков Далласа           | 2011                | Лучшая актриса                                                   | Меланхолия                            | Номинация           |
| Ассоциация кинокритиков Далласа—Форт-Уэрт | 2011                | Лучшая актриса                                                   | Меланхолия                            | Номинация           |
| Ассоциация кинокритиков Далласа—Форт-Уэрт | 2021                | Лучшая актриса второго плана                                     | Власть пса                            | Второе место        |
| Ассоциация кинокритиков Джорджии          | 2016                | Лучший актёрский состав                                          | Скрытые фигуры                        | Номинация           |
| Ассоциация кинокритиков Джорджии          | 2022                | Лучшая женская роль второго плана                                | Власть пса                            | Номинация           |
| Ассоциация кинокритиков Джорджии          | 2021                | Лучший актёрский состав                                          | Власть пса                            | Номинация           |
| Ассоциация кинокритиков Колумбуса         | 2022                | Лучшая актриса второго плана                                     | Власть пса                            | Второе место        |
| Ассоциация кинокритиков Колумбуса         | 2022                | Лучший актёрский состав                                          | Власть пса                            | Победа              |
| Ассоциация кинокритиков Лос-Анджелеса     | 2011                | Лучшая актриса                                                   | Меланхолия                            | Номинация           |
| Ассоциация кинокритиков Огайо             | 2011                | Лучшая актриса                                                   | Меланхолия                            | Номинация           |
| Ассоциация онлайн-кинокритиков Бостона    | 2021                | Лучшая актриса второго плана                                     | Власть пса                            | Победа              |
| Ассоциация кинокритиков Остина            | 2022                | Лучшая актриса второго плана                                     | Власть пса                            | Победа              |
| Ассоциация кинокритиков Северной Дакоты   | 2022                | Лучшая актриса второго плана                                     | Власть пса                            | Победа              |
| Ассоциация кинокритиков Северной Каролины | 2022                | Лучшая актриса второго плана                                     | Власть пса                            | Номинация           |
| Ассоциация кинокритиков Чикаго            | 2011                | Лучшая женская роль                                              | Меланхолия                            | Номинация           |
| Ассоциация Юго-восточных кинокритиков     | 2021                | Лучшая актриса второго плана                                     | Власть пса                            | Победа              |
| Бодиль                                    | 2011                | Лучшая женская роль                                              | Меланхолия                            | Номинация           |
| Клотрудис                                 | 2011                | Лучшая актриса                                                   | Меланхолия                            | Номинация           |
| Круг кинокритиков Атланты                 | 2021                | Лучшая женская роль второго плана                                | Власть пса                            | Победа              |
| Круг кинокритиков Оклахомы                | 2022                | Лучшая женская роль второго плана                                | Власть пса                            | Победа              |
| Круг кинокритиков Оклахомы                | 2022                | Лучшая актёрский состав                                          | Власть пса                            | Второе место        |
| Круг кинокритиков Сан-Франциско           | 2022                | Лучшая женская роль второго плана                                | Власть пса                            | Победа              |
| Круг кинокритиков Феникса                 | 2021                | Лучшая женская роль второго плана                                | Власть пса                            | Победа              |
| Лондонский кружок кинокритиков            | 2012                | Лучшая актриса                                                   | Меланхолия                            | Номинация           |
| Лондонский кружок кинокритиков            | 2022                | Лучшая актриса второго плана                                     | Власть пса                            | Номинация           |
| Национальное общество кинокритиков США    | 2011                | Лучшая женская роль                                              | Меланхолия                            | Победа              |
| Общество кинокритиков Денвера             | 2012                | Лучшая женская роль                                              | Меланхолия                            | Номинация           |
| Общество кинокритиков Денвера             | 2022                | Лучшая женская роль второго плана                                | Власть пса                            | Ожидается           |
| Общество кинокритиков Детройта            | 2021                | Лучшая женская роль второго плана                                | Власть пса                            | Номинация           |
| Общество кинокритиков Канзаса             | 2011                | Лучшая женская роль                                              | Меланхолия                            | Победа              |
| Общество кинокритиков Лас-Вегаса          | 2021                | Лучшая женская роль второго второго плана                        | Власть пса                            | Номинация           |
| Общество кинокритиков Нью-Йорка           | 2011                | Лучшая актриса                                                   | Меланхолия                            | Номинация           |
| Общество онлайн-кинокритиков              | 2012                | Лучшая актриса                                                   | Меланхолия                            | Номинация           |
| Общество онлайн-кинокритиков              | 2022                | Лучшая актриса второго плана                                     | Власть пса                            | Победа              |
| Общество кинокритиков Сиэтла              | 2022                | Лучшая актриса второго плана                                     | Власть пса                            | Номинация           |
| Общество кинокритиков Сиэтла              | 2022                | Лучший актёрский состав                                          | Власть пса                            | Номинация           |
| Общество кинокритиков Хьюстона            | 2022                | Лучшая актриса второго плана                                     | Власть пса                            | Номинация           |
| Рембрандт                                 | 2011                | Лучшая иностранная актриса                                       | Меланхолия                            | Номинация           |
| DiscussingFilm Critic Awards              | 2022                | Лучшая женская роль второго плана                                | Власть пса                            | Номинация           |
| DiscussingFilm Critic Awards              | 2022                | Лучший актёрский состав фильма                                   | Власть пса                            | Номинация           |
| Music City Film Critics Association       | 2022                | Лучшая актриса второго плана                                     | Власть пса                            | Номинация           |